# 鉻綠
鉻綠色（英文：Viridian）是一種介乎藍、綠色的綠色系色料，其化學組成為中度飽和的水合三氧化二鉻。作為一種色彩，鉻綠色中的綠色成份是高於藍色成份的。在色盤上，鉻綠色介乎於青色以及綠色，是春綠色的暗化版本。鉻綠色的英文名字「Viridian」是取源於拉丁文「viridis」，意思就是綠色。據載，在英語中第一次以鉻綠色作為一種顏色名字的時候，大約在1860年代（實際年份未能確認）。

## 文化
雖然鉻綠色在各種語言上均是一種色彩應用率較低的顏色詞語，不過它仍有一定的文化象徵。在中文語域中，「鉻綠」一詞幾乎只有化學意義，僅指一種化學色料，而欠缺生活化上的應用。其用途多為某種專有顏色作識別用途，如作為陶漆、金屬製品的上色材料，又或對出土玉石、瓷器等物品的色料鑑定。另外，由於鉻綠色的光譜反射特性很接近葉綠素，所以能用於軍事偽裝漆。
在西方，鉻綠被廣泛應用在環境的範疇裡，「鉻綠設計」亦是基於「鮮綠環境主義（Bright Green Environmentalism）」的思維所誕生的一個子計劃。
在動畫《寵物小精靈》中，「鉻綠」是作品中的一個城鎮名字。另外，鉻綠色亦是英國廣播公司第二台的標誌在1991年至2001年間的背景主色。而微軟亦把鉻綠選為Hypervisor的代號

## 備註
1. ↑  馬茲及保羅：《A Dictionary of Color》頁206，紐約，McGraw-Hill，1930年。另外，《Color Sample of Viridian》頁93中的「Color Sample K11」亦有提及相關資料。
2. ↑  中國大百科智慧藏：無機顏料[永久]
3. ↑  Bruce Sterling. . 2001  [2007-01-28]. （原始内容存档于2007-01-08）.
4. ↑  .   [2009-03-05]. （原始内容存档于2021-04-10）.

## 外部連結
- 關於鉻綠色的歷史資料、製作方式以及其化學成份 （页面存档备份，存于）